# 고쿠센
고쿠센(ごくせん)은 모리모토 코즈에코의 만화이다. 2002년 텔레비전 드라마로 각색되어 첫 방영되었으며, 2기는 2005년에 방영되었다. 또한 NTV에선 텔레비전 애니메이션으로도 제작해, 2004년 1월 6일부터 3월 30일까지 방영되었다. 드라마의 3기는 2008년 NTV 55주년 기념 프로그램으로 방영되었다. 시리즈의 완결판인 영화는 일본에서 2009년 7월 11일 개봉되었다.
주연의 나카마 유키에는 본작이 골든 시간대의 연속 드라마 첫 주연작이자, 자신의 출세작·대표작이 되었다. 또한 젊은 인기 배우를 배출하고, 신진 배우의 등용문이 되었다.

## 줄거리
야쿠자의 손녀인 야마구치 쿠미코는 오에도 일족의 보스가 되는걸 포기하고, 고등학교 교사가 되기로 결심한다. 고등학교에 부임한 쿠미고는 학생들로부터 양쿠미라는 별명을 얻는다. 겉으로 보기에는 어수룩한 수학 선생님이지만, 매번 말썽꾸러기들이 모여있는 3학년 D반에 담임을 맡아 문제아 학생들과 매번 해프닝을 일으키며 서로에 대해 신뢰를 쌓아간다.

## 애니메이션
일본에서는 니혼 TV에서 2004년 1월 6일부터 3월 30일까지 방송되었다.

## 텔레비전 드라마

### 고쿠센 1
"고쿠센 (제1시리즈)"는 NTV에서 2002년 4월 17일부터 7월 3일까지 매주 수요일 저녁 9시(첫회 15분 확대 방송)에 방송되었다. 처음에는 전 11화의 예정이었지만 높은 시청률을 기록하며, 제5회 방송 후 방송 시간 연장이 발표되어 전 12화로 방송되었다.
평균 시청률 17.6%, 최저 13.6%(11화), 최고 23.5%(최종화) 기록
2003년 3월 26일 (스페셜) 18.1%

#### 주제가
- V6 - 〈Feel your breeze〉

### 고쿠센 2
"고쿠센 (제2시리즈)"는 NTV에서 2005년 1월 15일부터 3월 19일까지 매주 토요일 저녁 9시(첫회, 최종회 30분 확대 방송)에 방송되었다. 관동 지방에서의 시청률은 전회 25% 이상을 기록, NTV의 드라마가 첫회부터 3회 이상 시청률 25% 이상을 기록한 것은 《열중 시대》 이후 25년만이다. 또한 제8회는 30%, 최종회는 32.5%를 기록, 토요 드라마에서 《집없는 아이 2》(1995년 방송)이후 시청률 30% 이상을 달성했다.
평균 시청률 28%, 최저 25.4%(제4화), 최고 32.5%(최종화) 기록
2005년 10월 8일 (고쿠센 동창회 스페셜) 25.9%

#### 고쿠센 동창회 스페셜
"고쿠센 동창회 스페셜"은 NTV에서 2005년 10월 8일에 방송된 특별 프로그램이다. 제2시리즈의 출연자들이 다시 모여, 미공개 영상과 명장면을 되돌아 보며, 인터넷에서 모집한 인기가 높았던 "한번 더보고 싶은 그 장면"을 소개. 삽입곡 "인연"을 카메나시 카즈야가 불렀다. 시청률은 25.9%로 높은 시청률을 기록했다.

#### 주제가
- 주제곡: D-51 - 〈NO MORE CRY〉
- 삽입곡: 카메나시 카즈야 - 〈絆〉(작사 : 카메나시 카즈야)

### 고쿠센 3
"고쿠센 (제 3 시리즈)"는 NTV에서 2008년 4월 19일부터 6월 28일까지 "개국 55년 기념 프로그램"으로 방송되었고, HD 제작으로 바뀌었다. 방송 요일은 제2시리즈와 같은 토요일 저녁 9시로 첫회와 최종회는 30분 확대, 제9 회는 30분 지연되었다. 평균 시청률은 22.8%, 최고 시청률은 초기 26.4%. 2008년 4월 연속 드라마 중에서 시청률 1위를 기록, 전 시리즈와 같이 연간 민방의 연속 드라마 평균 시청률 1위를 차지했다. 2009년 3월 28일에 졸업 스페셜을 방송. 또한 그 스페셜 후일담으로 시리즈 완결편이 되는 영화 《고쿠센 더 무비》의 제작을 결정하고 같은 해 7월 11일에 공개되었다.
평균 시청률 22.8%, 최저 17.6%(제9화), 최고 26.4%(첫회) 기록
졸업 스페셜 편 (2009년 3월 28일) 18.1%

#### 고쿠센 스핀 오프!
제3시리즈는 스핀 오프 드라마 "고쿠센 스핀 오프!" 전달 (PC·휴대폰)을 실시하였다. 메이지 제과와 카오(Kao)가 공동 전개를 하여, "고쿠센" 본편의 스튜디오 세트를 사용해, 제작진이 메이지 제과와 카오의 상품을, "고쿠센"의 세계관에서 설명하는 기존 정보 광고를 제작하고 그것을 "고쿠센 스핀 오프!"함께 전달하는 것으로 약 10초로 제작되었다. 출연은 요코야마 루리카, 이와모토 메구미. 카오 버전으로는 아다치 하야토 출연하였다.

#### 주제가
- 주제곡 : Aqua Timez - 〈虹〉
- 삽입곡 : 타카키 유야 - 〈우리들의 청춘〉

### 시로킹 고등학교
- 야마구치쿠미코(나카마 유키에/하야미즈 리사/이계윤/남편:사와다신)

주인공. 남편인 사와다신이 다녔던 시로킹 고드학교의 2학년 4반의 교사로 지냈다. 그러다가 지금의 남편인 사와다신과 만났다. 담당 과목은 수학. 남편인 사와다신과의 첫만남은 좋지못했지만 만화책으로 보면 서로에게 애틋한 관계가 됐다. 아픈상처는 7살이란 어린나이에 교통사고로 부모를 잃었다. 조폭 두목인 외할아버지 밑에서 자랐다. 사와다 신에게만 정체를 들킨다. 현재는 사와다신과 결혼을 하고 아이가 있다. 애칭은 "양쿠미".
- 사와다신(마츠모토 준 (아라시)/스즈무라 켄이치/김영선/아내:야마구치쿠미코)

주인공 2. 쿠미코의 제자. 학년의 우두머리격. 성적은 우수하지만 중학교때 문제를 일으켜 시로킹으로 진학하게 되었다. 언뜻 차가워보이지만 의리있는 타입으로 동급생들에게 인기가 좋다. 처음부터 쿠미코의 범상치 않음을 알아보고 주시하다가 학교 인물 중 가장 먼저 쿠미코의 가정사를 알게된다.(이미 알고서 채용한 교장 제외) 현재는 야마구치 쿠미코와 결혼을 하고 아이가 있다. 양쿠미를 말리는것을 신이 하고 있다.
- 쿠마이테루오(와키 토모히로/스기노 히로오미/신용우)

쿠미코의 제자. 애칭은 "쿠마". 신과는 초등학교 때부터 같은 학교. 아버지가 거액의 빚을 지고 사망하여 편모 슬하에서 자라 어머니에 대한 애정이 깊다.
- 우치야마하루히코(오구리 슌/마스카와 요이치/최재익)

쿠미코의 제자. 애칭은 "우치".
- 미나미요이치(이사가키 유마/나카쿠니 타쿠로/김광국)

쿠미코의 제자.
- 노다다케시(나리미야 히로키/야마기시 이사오/정명준)

쿠미코의 제자.
- 츠루타이치로

덩치 큰 고릴라 같은 남학생. 본성은 나쁘지 않지만 워낙 단순무식해서 주위의 부추김에 금방 넘어가 폭력을 휘둘러왔다. 정학 당했다가 풀려난 후에도 남들 말에 휘둘리다가 쿠미코에게 참교육 당한 후 개심, 원래는 3학년이지만 어차피 유급 당할 것이 뻔하다며 쿠미코가 담임을 맡은 2학년으로 들어온다.
- 이누즈카쿄헤이

쿠미코의 반으로 들어온 전학생. 연약하고 예쁘장한 외모를 하고있지만 열받으면 엄청 괴상하게 변한다. 이누보우파 회장의 아들로, 아버지 몰래 조직원들을 이용해 마음에 안드는 학생들을 손봐주곤했는데 쿠미코의 고자질(...)로 사정을 알게 된 아버지가 쿠미코에게 참교육 시켜줄것을 부탁한다. 이후 동급생들과 티격태격하면서도 나름 어울려지내게 되었다.
- 쿠보유지

쿠미코의 제자. 마르고 음침한 외모의 학생. 교내 성적이 신 다음 자리를 차지하는 나름의 성적 우수자. 아베츠루 테스트에서 의외의 활약을 보이며 합격한다.
- 리하르트하프너

1학년 4반, 25번 학생. 오스트리아 명문가에서 온 톱클래스의 유학생인데 어쩌다 시로킹으로 와버렸는지 미스터리.
- 교장(시라카와 곤조) (니시무라 토모히로/이인성)

땅딸막한 영감. 노출이 취미인 개그 캐릭터이지만 가끔 의외의 활약을 하기도.
- 이사장(시라카아 간이치로) (아오야마 유타카/장승길)

교장의 형님. 교장과 판박이지만 이사장 쪽은 키가 크다.[4] 시로킹을 폐교시키기 위해 혈안이 되어있다.
- 후지야마시즈카 (이토 미사키/마츠모토 리카/정유미)

작품 시작과 함께 쿠미코와 함께 신규 채용된 여선생. 2-2반 담임으로 담당 과목은 음악. 글래머스한 몸매의 소유자.
- 교감(사와타리 고로)(나마세 카츠히사/우오 켄/손종환)

학생들에게 우호적인 편은 아니지만, 단지 그뿐. 악역인 드라마판과는 다르게 잔소리 많은 아군 엑스트라에 가까워서 가끔은 쿠미코의 편을 들기도 한다.

### 쿠로다 일가
- 쿠로다류이치로(우츠이 겐/오오츠카 치카오/김병관)

쿠미코의 외할아버지이며 알아주는 야쿠자 조직인 "쿠로다 일가"의 3대째 두목.
- 시노하라토모야(사와무라 잇키/코니시 카츠유키/이주창)

조직의 고문변호사. 쿠미코의 짝사랑 상대.
- 오오시마쿄타로(와카모토 노리오/정승욱)

조직의 행동대장(원문:若頭). 주로 애칭인 "쿄우"라고 불린다. 작 초반에 3년 반의 수감 생활을 마치고 출소. 쿠미코가 쿠로다 일가에서 살게 되었을 당시에는 가장 말단 조직원이었기 때문에 쿠미코의 뒷바라지 담당이었으며 와중에 싸우는법을 가르쳐주기도 했다.
- 와카마츠코조(사토 히데오/시영준)

조직의 행동대장 보좌. 쿠로다 일가 내의 유일한 유부남으로 호색한같은 외모와는 달리 17년간 아내 하나만을 바라봐온 애처가다.
- 아사쿠라테츠(히라이 케이지/박만영)

조직원. 쿠미코 보다 1살 연하.
편모 슬하에서 자랐는데 어느날 어머니가 남자와 도망을가 혼자 남게되자 미노루와 붙어 비행을 저지르고 다니다가 쿠미코의 동생 겸 똘마니로 거둬들여졌다. 당시 나이는 15살.
- 타츠가와미노루 (요시다 히로아키/문관일)

조직원. 쿠미코보다 2살 연하.
갓난아기일적 부모가 친척집에 버리고 갔다고 한다. 테츠와 비행을 저지르고 다니다가 쿠미코의 동생 겸 똘마니로 거둬들여졌다. 당시 나이는 14살. 의무교육기간이 지나지 않은지라 쿠미코의 등쌀에 밀려 무단결석하던 학교에 등교하지만, 담임선생이 "다들 수험으로 바쁜데 너 때문에 분위기 흐려진다"며 "졸업은 시켜줄테니 졸업식 끝날 때까지 오지마라"고 쫓아냈다고 한다. 열받은 쿠미코는 졸업식 후 찾아가 선생을 패버렸고, 미노루 같은 아이들을 감쌀 수 있는 교사가 되겠다고 마음 먹었다.
- 후지(가토 세이조/노민)

### 기타
- 쿠도히로키

작 초반 시로킹 3학년 학생이었지만, 퇴학 당했다. 크고 작은 일로 꾸준히, 그리고 은근히 자주 나쁜짓을 하다가 번번히 쿠미코에게 저지당하다가 종국에는 쿠미코가 거두어들인다. 초반에는 당연하게도 탈주를 시도하지만 쿠미코의 진심을 안 후에는 일단 얌전하게 잡무에 열중한다. 후지와는 앙숙.
- 텐카이(장광)

쿠로다 일가와 형제의 잔을 나눈 텐카이파의 회장. 귀가 얇은건지, 묘한것에 빠져서 조직원들에게 전파하곤 한다.
- 와다코우스케

쿠로다의 일원이었으나 분가하여 지금은 "와다 파"의 회장. 쿠미코의 어머니 "유리코"와 연인사이였지만 유리코는 사랑하는 사람이 언제 위험한 일을 당할지 모르는 조직의 세계를 떠나고싶어하여 이별한다. 쿠미코의 친부가 아닐까하는 의혹이 있지만 결국 밝혀지진 않았다.
- 사와다고

신의 아버지. 경시청 형사부 중앙 국장. 고지식한 성격으로 아들을 강압적으로 대했으나 모종의 에피소드 이후 아들의 신짐을 알고는 다소 누그러졌다.
- 우에스기리츠

초 엘리트 고교인 아오타마의 학생. 모의고사 전국 1등. 사회개혁이란 이름으로 포장한 폭력사건을 일으킨 무리의 리더. 쿠미코의 주도 하에 신과 성적 대결을 벌이나 지고 만다.
- 아베츠루오

시로킹의 졸업생. 동창회 회장. 전국구의 디스카운트 체인점 "아베츠루 상점"의 대표. 모교에 대한 의리로 매년"아베츠루 테스트"라는 입사시험에 통과한 졸업생 한명을 채용한다. 시험 내용은 극비.
- 이누즈카2대회장

조직 초대 회장의 아들이자, 쿄헤이의 아버지. 시로킹의 학부모회 회장.

### 주요인물
- 야마구치쿠미코(남편:시와다신) - 나카마 유키에

이 작품의 주인공 1. 시즌 1에서 시로킨 고등학교 3학년 D반 담임을 맡는 것으로 교사 데뷔하였으며 담당 과목은 수학이다. 7살에 부모님을 교통사고로 잃고서 유일한 혈육인 외할아버지 류이치로에게 거둬졌으나 문제는 이분이 꽤나 전설적인 야쿠자 집안인 오에도 일가의 3대 두목이었다는 점. 그렇다보니 4대 두목을 잇게 될 후계자로 거론되고 있으며, 실제로 이따금씩 삘받거나 성질이 뻗치면 엄청 무섭게 변한다.
한편으로 이 작품 내내 맡는 3학년 D반은 꼭 학교에서 날고 긴다는 문제아들만 모아놓은 최악의 반으로 악명이 높고 학생들 역시 워낙 편견에만 시달려서 그런지 엄청나게 삐뚤어져 있는 최악의 상황인데, 이 반을 쿠미코가 맡아서 학생들과 서서히 마음을 터놓게 된다. 당연하겠지만 이 과정에서 쿠미코의 포스가 발산되며 그럴 때마다 학생들의 벙찐 표정도 백미. 야쿠자 집안에서 자라왔는데 불량학생 정도는 아무것도 아니지만 12화에서 사와다신에게 프로포즈받고 원작에서는 이어졌고 사와다신과 결혼을 했다.
- 사와다신(아내:야마구치쿠미코) - 마츠모토 준(아라시)

시즌 1의 주역. 시로킨 고교 3학년 D반의 우두머리 격으로 아버지는 국회의원이고 성적은 상위권이다. 이전 학교에서 교사를 폭행해 퇴학당하면서 쫓기듯 전학왔으나 사실은 그 교사가 어떤 학생을 함부로 의심해놓고도 사과하지 않은걸 따지다가 그렇게 된 것(힘이 세거나 싸움을 잘하는 역할이 아닌데 왜 문제아들이 사와다의 작은 언행에도 멈칫하고 집중하고 쪼는지는 의문. 주인공발). 한마디로 문제아처럼 보이지만 실제로는 의리를 중요하게 생각하는 멋진 소년. 쿠미코에 대해서는 재미있는 선생이라고 생각하다가 차츰 연심을 품게 되어 1기 마지막 12화에서 공개적으로 말했다. 극 초반에 우연히 쿠미코의 정체도 알게 돼 전반적으로 알고 드라마가 진행된다. 원작에서는 쿠미코와 이어지고 결혼하지만, 드라마에서는 시즌 1에서만 출연.
- 사와타리고로 - 나마세 카츠히사

이 작품의 주인공 2. 원작에서는 쿠미코와 3-D 학생들을 못 잡아먹어 안달난 모습만 있을뿐 그 이외에 어떠한 임팩트가 없는 단순 악역이었지만, 드라마에서는 분명 악역인데 어째 등장할 때마다 빵빵 터지는 개그를 선보이며 악역을 넘어선 제2의 주인공으로 자리매김했다. 학교 선생중에 유일하게 전 시리즈에 출연하면서 드라마화의 최대 수혜 캐릭터로 등극.
평상시 행적은 원작에서와 마찬가지로 3-D를 못 잡아먹어 안달난 모습이고 자연히 쿠미코와 매번 기싸움을 하는데, 쿠미코가 꽤 당당한 모습으로 맞받아칠 때는 만담을 시전하고 가끔 쿠미코한테 약점을 잡혀서 찍소리도 못하는 등의 코믹한 장면으로 묘사된다.[2] 한편으로는 정말 중요한 순간에 쿠미코의 편에 서는 멋진 모습을 보여주기도.
1기에서는 시로킨 학원 이사장의 아들로 나오며 마침내 교장 자리에 오르지만, 2기에서는 쿠로킨 고교 교감으로 나오는데 그 이유가 시로킨 학원이 도산해서. (...) 그러다가 쿠로킨을 관두고[3] 어느 어촌 마을의 얀바루 고교로 쿠미코와 함께 부임했다가 도쿄의 아카도우 고교 교감 자리가 생기자 낼름 이동해서 3기에서도 출연한다. 그리고 마침내 3기 졸업 스페셜에서 교장으로 승진하고 극장판에서는 완전히 교장으로 각성하는데, 1기 때부터의 모습을 쭉 보면 3-D를 비롯한 소위 문제아들에 대한 편견 및 세간의 눈치를 보는 점은 계속되지만 쿠미코의 열정에 점차 동화되어 가고 결국에는 쿠미코를 암묵적으로 돕는 모습까지 보여준다. 어찌보면 3-D와 함께 변화를 거듭한 인물. 한편으론 츤데레라고 할 수도 있다.
여담으로, 배우인 나마세 카츠히사는 나카마 유키에의 또 다른 히트작인 트릭 시리즈에서 야베 형사로 나온다.
- 쿠로다류이치로 - 우츠이 켄

쿠미코의 외할아버지이자 오에도 일가 3대 두목. 쿠미코의 부모님이 교통사고로 세상을 떠난 뒤 홀로 남은 쿠미코를 데려와 지금까지 키워줬으며 항상 좋은 조언을 해준다(거의 모든 화가 문제가 생기고 할아버지가 그 화에 필요한 조언을 해주고 양쿠미가 해결한다;). 게다가 주변에서 쿠미코의 4대 두목 계승 얘기가 나올 때마다 "쿠미코의 인생은 스스로 결정할 문제다."라는 말을 반복할 정도로 손녀딸을 가장 지지해주는 든든한 존재. 한편으론 야쿠자답지 않게 상당히 온화하면서도 정의를 강조하여 인망도 꽤 있는 것으로 보이며[4] 본인의 생일에 형제동종업계들이 축하해 주러 오거나 재개발 이권에 개입하는 악덕 개발업자앞에 나타나자 금방 알아보면서 갑자기 조용해지는 것을 보면 어둠의 세계에서 아직도 이름이 통하는 중. 다만 극중 여러 묘사를 보면 돈이 될 만한 어두운 사업은 다 처분해버리고 주변 상점가 자릿세[5]와 타코야키 노점으로 오에도 일가의 생활비를 충당하는 듯한데, 아마 딸 유리코가 남긴 하나뿐인 손녀 쿠미코의 올바른 성장을 위해 개심하여 조직을 정리한 것으로 보인다.
- 아사쿠라테츠 - 카네코 켄

오에도 일가의 말단으로 행동대원 1. 과거 행적은 정확하게 드러나지 않지만 원작 설정에 의하면 부모님의 이혼 후 방치되었다가 쿠미코에게 거둬졌다고 하니 드라마에서도 이 설정이 유지되었다고 할 수 있다. 콧수염이 트레이드 마크인데 이는 쿠미코가 4대 두목을 잇는다는 결심을 받을 때까지 기른다고. 허나 1기에서 쿠미코가 교사를 천직으로 여긴다는 것을 알게 되자 수염을 밀어버렸다. 그리고 왠지 더 젊어진 느낌 한편으론 쿠미코에게 연심을 품고 있어서 시리즈 내내 쿠미코의 썸띵이 나올 때마다 충격을 받는다거나 급흥분하는 코믹한 모습을 보였는데, 더 골 때리는 건 각 시즌마다 쿠미코의 동료 여교사에게 플래그를 확 꽂아놨다는거. (...) 게다가 그 여교사들이 더 미인으로 묘사된다! 물론 테츠의 일편단심은 그대로.
- 타츠카와미노루 - 우치야마 신지

테츠와 붙어다니는 뚱보로 행동대원 2. 원작 설정에 의하면 테츠와 같은 행적을 가지고 있는데 다소 행동이 어리숙하다보니 테츠에게 자주 혼난다. 게다가 테츠와 함께 타코야키 노점을 운영하는데 자꾸 집어먹는 등(...) 식신 기믹도 보유. 시즌 1에서는 쿠마이와 조우하는 모습이 압권이었는데 그 뒤론 알게 모르게 의형제마냥 엄청 친해진 듯하다.
- 와카마츠코조 - 아난 켄지

오에도 일가의 행동대장. 확실히 테츠와 미노루보다는 꽤 노련한 모습을 보이지만 이 양반도 이따금씩 희한한 모습을 보인다. 게다가 아내와 초등학생 딸을 둔 번듯한 가장인데 이상하게 오에도 일가에서 지내는듯. 1기에서 딸의 담임 선생님과 면담을 하러 다녀왔는데 회사원 코스프레를 했다가 오에도 일가 식구들의 폭소를 유발했다. 심지어 두목님마저 웃음을 참지 못했을 정도.
스가와라 마코토 - 료우코쿠 히로시
오에도 일가 식구이긴 한데 분량이 현저히 적다. 그나마 시리즈 내내 출연은 꼬박꼬박하고 대사도 가끔 있어서 공기 수준은 면했다만..... 일단은 테츠와 미노루보다는 서열이 위인 행동대원으로 보인다.
- 쿠마이테루오 - 와키 토모히로

시로킨 고교 3학년 D반의 뚱보 소년으로 가장 첫 에피소드였어서 쿠미코에게 가장 먼저 마음을 열었다. 집안이 라면 가게를 하고 있고 본인은 가업을 이을 생각이 없었으나, 1기 말 갑작스럽게 아버지가 심장마비로 돌아가신 뒤 쿠미코와 친구들의 격려로 마음을 잡고 라면 가게를 이어나가게 된다. 게다가 시즌 1의 조연중에서는 유일하게 이후 시리즈에서도 출연하게 되어서 사실상 주연급으로 격상.[6] 여담으로 미노루와는 식신 속성을 공유하고 있으며 알게 모르게 의형제를 맺은 듯 꽤 절친하다.
- 우치야마하루히코 - 오구리 슌

3학년 D반 학생. 무리 중 키가 가장 크고 178~180cm 설정으로 나온다. 금발을 뒤로 넘긴 헤어스타일로 매우 불량해보이지만 실제로는 자신을 홀로 키우는 엄마를 생각하는 마음이 깊은 착한 소년이다. 신, 미나미, 노다, 쿠마와 함께 붙어다니는 일이 잦다. 그렇게 드라마의 조연 패거리가 만들어지는거지 여담으로 마츠모토 준과는 이 드라마에서 처음 만나서 차츰 친해졌다는데 사실 처음에는 서로 마음에 안 들어서 촬영 때 말고는 얘기도 안했다고. 극장판에서는 졸업식 SP의 설정을 따르는지 목수로 나온다. 밑에 조수들도 많이 부리는 것 같다.
- 미나미요우이치 - 이사가키 유마

3학년 D반의 장발학생. 불량해보이는 건 둘째치고 여자를 밝히는 역할로 감기에 걸려 결석했을 때 노다가 4:4미팅을 잡았는데 미나미가 알면 왜 하필 결석한 날 했냐고 뭐라 할 것이라고 비밀로 한다. 초기에는 사귀던 여학생이 알고보니 다른 학교 짱이랑 양다리를 걸친 상태였고 이걸로 충고하던 사와다 신과 주먹다짐까지 하고 나중에는 그 문제의 짱한테 호출당해서 심히 난감한 상황에 빠지기도 했지만 그 뒤로는 별일없이 잘 지내는중. 다만 데이트 도중에 테츠의 타코야키 노점에 들렀는데 생각없이 담배를 꼬나물었다가 쿠미코의 지시를 받은 테츠와 미노루한테 갈굼당하는 장면으로 나름 존재감이 있었다. 테츠曰 "선생님 말씀은 잘~ 듣는거란다!" 극장판에서는 샐러리맨으로 나름 잘 사는 듯.
- 노다타케시 - 나리미야 히로키

노트북을 들고 다니며 섹시한 여자 사진을 보는게 취미인 소년으로 영어 후지야마 선생의 열렬한 팬. 그래서 이런저런 공세를 폈지만 후지야마 선생이 자신에게 받은 선물을 버린 후 호스티스 알바하러 출근하는 모습을 보고는 이걸 학교 전산망에 뿌리는 대형사고를 쳤다. 어찌어찌 수습된 뒤로는 그냥저냥 출연중인데 졸업식 스페셜 후반부에서는 다시 존재감이 있었다. 미대에 가서 디자이너가 돼서 자기 브랜드를 갖는 것이 꿈. 극장판에서는 미대생같은 모습으로 잠깐 등장한다.
- 후지야마시즈카 - 이토 미사키

에르메스 쿠미코와 같이 들어온 시로킨 고교 영어 교사로 쿠미코보다 2살 많은 25살. 키가 크면서 외모도 예쁘고 신경쓰고 꾸미고 다녀서 남교사들과 남학생들 사이에 인기가 대단하다. 그러나 성격은 별로 좋지 않다. 한편으로는 교사 월급이 적다는 이유로 주 3회 정도 밤에는 호스티스 알바를 뛴 적이 있었고 이게 노다 때문에 들통나면서 하마터면 교사 관둘 뻔(쿠미코의 신세를 졌다). 술집까지 쿠미코를 미행했던 테츠를 보고 첫눈에 반했으나 이후로도 계속 시노하라 형사에게 치근덕거리는걸보면 어장관리가 특기인듯하다.
- 카와시마키쿠노 - 나카자와 유코

시로킨 고교 양호 교사. 매사에 객관적이고 쿨한 성격으로 시즈카교사가 쿠미코를 놀리고 여우같이 군다면, 카와시마는 쿠미코에게 이것저것 설명해주고, 못본 척 감싸주기도 하고, 쿠미코를 지키고자 변호하는 말을 내뱉어서 사와타리 교감과 와시오 교무부장을 당황하게 만든다. 후지야마 시즈카 선생이 새로 왔다보니 좀 묻히는 감이 있지만 이쪽도 나름대로 봐줄만한 외모인데 사실은 남편(남편은 애와 함께 재혼)과 사별한 과부. 한 번은 아들인 유타가 학교에 잠입하면서 학교가 발칵 뒤집히는 에피소드가 있었는데 남편의 전 부인이 낳은 아이라서 사실상 남남. 허나 알고보니 유타도 그 사실을 알고 있었다는게 밝혀지면서 훈훈하게 끝난다.
- 와시오칸지 - 사이토 사토루

시로킨 고교 교무부장으로 담당과목은 국어. 차기 교감자리를 호시탐탐 노리면서 사와타리 교감 뒤를 졸졸 따라다니며 아부를 늘어놓는 전형적인 현대 직장인의 모습을 보이고 있다. 한편으론 나이 42세에 이혼한 상태로 결혼정보업체에 프로필이 등록되어 있으나 대머리인 외모 탓에 선을 봐도 결과가 죄다 꽝이라는 듯. 심지어는 사와타리 교감의 부인인 사치코가 중매에 나서서 지금까지 12 부부를 맺어지게 하지만 와시오 선생만큼은 실패했다고..... 원래는 과학자였다고 한다.
- 시라카와곤조 - 타야마 쿄세이

시로킨 고교 교장으로 쿠미코의 집안 사정을 알고 있는 유일한 인물. 사와타리 교감을 비롯한 다른 교사들과는 달리 매우 온화한 성품으로 손수 환경 미화 작업을 하면서 쿠미코의 노력을 지지해주는 고마운 존재. 이자 모든 스토리의 발단이다. 애초에 이 사람 때문에 쿠미코의 교직 인생이 험난해 진 거다. 나중에 교육위원회로 이직하는 듯하다.
- 시노하라토모야 - 사와무라 잇키

소년계 형사로 시내버스에서 쿠미코와 우연히 만난 뒤 쿠미코가 첫 눈에 반한 상대. 실제로도 잘생긴 훈남에 성격도 매우 좋아서 쿠미코 뿐만 아니라 후지야마, 카와시마 선생도 들이대고 있다. 다만 경찰이라는 점에서 애초에 쿠미코와 맺어지는 것은 무리일지도. (...) 마지막화에서 쿠미코를 좋아함을 공개적으로 밝혔는데 쌍방이 좋아하는데 왜 이뤘는지 의문. 극장판에서는 동일 배우가 전혀 다른 인물로 등장한다. 시즌이 진행될 수록 영영 없었던 인물처럼 묻히나 싶었는데, 극장판에서 쿠미코가 신 캐릭터랑 마주치고는 '옛날에 좋아했던 사람이랑 똑같이 생겼어!'라고 느끼는 장면이 나온 것을 보아, 시노하라의 흑역사화는 면한 듯 하다.
- 오다기리류 - 카메나시 카즈야(KAT-TUN)

3-D의 리더격인 인물인 주제에 1화 등교 거부생으로 등장해 쿠미코와 가장 먼저 교류하게 되는 학생이다. 시즌 1의 사와다 신과 포지션이 비슷해서 여자에게 관심이 없는 것으로 나온다. 하지만 무리의 대표가 1명이었던 시즌 1과 달리 시즌2에서는 야부키 하야토랑 짱이 2명이다. 1기 2화에서 사와다와 미나미가 부딪혔던 양상을 계승한 것인지, 야부키와는 시즌 2 초반의 스토리의 갈등 관계이다. 이에 대해서는 타케다 케이타 항목에서 후술. 극장판에서는 쿠미코가 근무하는 학교에서 교생 실습을 한다는 설정으로 등장한다.
- 야부키하야토 - 아카니시 진

역시나 3-D의 리더격인 인물이며, 1기의 사와다 신의 '1짱' 캐릭터와 미나미 요이치의 나대는 캐릭터를 반반씩 섞은 듯한 인상이다. 촐싹대서 작전도 실행하자고 하고 여자를 좋아한다. 사와다 신의 냉철하고 현명해 보이는 면모는 오다기리 류에게 넘어갔다. (배우가 부축해주고 털어주고 챙기는 장면에서 섬세하고 다정하진 않은 모습이 작은 행동에 느껴진다) 시즌 2 초반까지 오다기리를 배신자라고 부르면서 사람 취급도 안 하지만, 후에 오해가 풀리면서 오다기리와는 사이좋게 공동1짱 노릇을 한다. 어머니는 예전에 돌아가셨으며, 외모는 어머니를 닮았으나 성격은 다혈질적인 아버지를 그대로 빼다박은 것 같다. 아버지는 화물차운전을 한다.
- 츠치야히카루 - 하야미 모코미치

전작의 우치야마 하루히코 포지션. 키가 제일 크고 시크해 보이는 성격이다. 중학생 여자애의 도벽을 감싸주고 함께 있어줬는데 오히려 자신이 협박해서 데리고 있었던 것으로 몰린 에피소드도 있을 만큼 은근 의리파. 극장판에서는 방송국 스텝으로 등장.
- 휴우가코스케 - 코이데 케이스케

골목대장 출신이지만 현재 몰려다니는 무리 중에서는 영 별볼일이 없다. 배우외모에 비해 무게잡는 모습없이 망가지는 모습을 많이 보여서 멋있는 역할 하는 애들보다 분량이 적다. 시즌1은 돌아가며 대사를 했는데 시즌2는 2명의 대표위주로 대사를 줬다. 6화가 휴가에피소드인데 진로가 정해졌다며 파트타임했었던 bar에서 제안해서 실습한다. 어두운 업계의 말단(불법 도박장 도우미)으로 일하려고 하다가 쿠미코한테 수정펀치 먹고 개심하는 에피소드이다. 그래도 가정은 여유있는지 어머닌 전업주부이고 집도 야부키에 비해 좋고 크다. 극장판에서는 카 센터 직원으로 등장.
- 타케다케이타 - 코이케 텟페이

시즌 2 극초반 사이가 안 좋은 두명의 짱과 초등학생 때부터 친구(이 설정을 해당 에피소드인 2회에서만 쓰고 잊은 듯한 장면들이 몇번 있는데, 예를 들어 야부키의 돌아가신 엄마를 류만 봤다고 한다). 1~2화에 쿠로긴과 다른 학교가 패싸움을 하게 될 상황을 앞두고, 퇴학당할 것이 걱정되어 오다기리에게 상담을 요청했던 것으로 나온다. 이에 오다기리가 상대방 학교 일진들 앞에서 무릎을 꿇었고, 이 일로 야부키와 오다기리의 사이가 일시적으로 틀어졌던 것으로 묘사된다. 절친이었던 둘의 관계를 회복시키고 싶어한 타케다가 교실에서 모두에게 전말을 털어놓는 것으로 갈등은 해결. 초반 스토리에서 보이듯이 일행 중에서는 가장 용기가 없고 겁쟁이로 등장한다. 좋아하는 여학생을 위해서 겁 많은 성격을 극복하는 에피소드도 있을 정도. 쿠마처럼 가장 양쿠미라고 부른 학생. 극장판에서는 샐러리맨으로 등장.
- 오가타야마토 - 타카키 유야(Hey! Say! JUMP)

3-D 리더이면서 2기의 오다기기 류의 비슷한 성격을 가졌고, 여자에겐 관심이 없다. 2기의 류와 포지션이 비슷하다. 류와 달리 발랄하게 나서는 말도 많이 한다. 초반에 카자마와는 앙숙이었으며 아카도우 학원의 대표자리를 놓고 카자마와 진심으로 경쟁하기를 바라고 싸운적도 있다. 카자마가 작중 초반에 오해를 받고 경찰서에 끌려갔을 때 양쿠미가 진심을 다해 노력하는 것을 보고 감화되어 진범을 찾는데 크게 공헌한다. 그 이후로는 카자마와 절친이 된다. 아버지는 다른 학교 교사이며 엄격하고 냉혹해 둘째아들인 야마토를 좋지 않게 생각한다. 결국 아버지와 어머니는 이혼하고 어머니와 함께 살게 된다. 졸업 후 전문학교에서 공부를 계속하기로 한듯.
- 카자마렌 - 미우라 하루마

야마토랑 같이 3-D를 이끄는 녀석, 2기의 야부키 하야토랑 비슷한 성격을 가지고있고, 여자를 좋아한다. 작중 초반 야마토와 함께 양쿠미에게 마음을 연 최초의 학생이다. 대표자리에는 관심없다. 대표를 누가 하든 관심이 전혀 없다고. 부모님이 어릴 적 돌아가시고 누나와 둘이 살고 있다. 누나가 밤낮으로 일해서 생활을 유지하고 있는듯. 오가타에 비하면 성격이 좀 더 다혈질이고 밝은 편이다. 야마토와는 앙숙이었으나 절친이 된다. 쿠라키와 함께 운수업 회사에 취업되었다가 경제상황 악화로 채용이 취소되는 억울한 일을 겪었지만, 사와타리 교감의 배려로 면접 기회를 얻게 된다.
- 혼죠켄고 - 이시구로 히데오

금발머리 컷트헤어. 성격은 다혈질이다. 세상 시급, 물정에 대해 아직 모른다. 아버지가 두부장사를 하지만 물려받기 싫어한다.아버지가 번 돈을 몰래 썼다가 사채에 휘말려 위험해질 뻔했으나 친구들과 양쿠미의 도움으로 잘 해결된다. 이 과정에서 아버지의 진심과 노력을 알게 되고 반 친구들과 두부장사도 해보면서 가업을 잇는 것에 대해 마음이 바뀐듯하다. 졸업 후 아버지의 두부가게를 이어가기로 한다.
- 이치무라리키야 - 나카마 준타(쟈니즈WES)

중학생 때까지도 공부를 잘했으나 어긋나면서 공부를 아예 포기하고 아카도우 고등학교로 진학했다. 중학교 때 다닌 학교는 명문중학교였다고. 시험에서 떨어져 아카도우로 오게 됐다고 한다. 같은 중학교 출신 동창들에게 무시를 당하지만 이 모범생들이 알고보니 범죄행위를 하고 있다는걸 알게 되고 이를 해결하려다 위험에 빠지게 된다. 역시 양쿠미와 반 친구들의 도움으로 잘 해결이 됐다. 이성적이고 맞는 말을 잘 한다. 졸업 후 주요 캐릭터중에서는 유일하게 대학교에 진학하는 학생이기도 하다.
- 쿠라키 사토루 - 키리야마 아키토(쟈니즈WEST)

발랄하고 무리 중에 화 내는 장면도 가장 적다. 언제나 숄더백을 백팩처럼 매고 다닌다. 여자와의 에피소드가 있다. 몸이 아파 나츠메 선생의 병원에 입원해 있는 여학생을 지키려다 위험에 빠지지만 잘 해결된다. 마지막화 졸업식 때는 취업이 취소되면서 삐뚤어지지만 양쿠미의 진심을 알게 되고 졸업식에 참석하기로 한다.
- 카미야슌스케 - 미우라 쇼헤이

미팅담당. 싸움은 약하다. 8화 본인의 에피소드 전까지 분량과 대사가 현저히 없다.
- 아가키료코 - 에나미 쿄코

아카도우 학원 이사장으로 깐깐하고 엄격한 인상, 거기에 교육에 대한 확고한 신념을 강조하고 있다. 그래도 시즌들의 이사장 중 가장 객관적이고 정상적이다. 잘못을 저지른 학생에게는 그에 맞는 처분이 주어져야 한다는 주의. 졸업생인 고다가 2번이나 아카도우에 문제를 일으켰는데, 고다를 퇴학시키지 않은걸 후회하는 모습으로 나온다. 실제 카자마를 퇴학시키려 했으나 누나와 양쿠미의 부탁으로 퇴학을 시키지 않았다. 신중하고 관용을 베푸는 편인듯. 졸업식 축사를 양쿠미에게 대신 부탁하는 장면에서는 양쿠미에 대한 신뢰도 엿볼 수 있다. 본편 내용을 자세히 보면 알 수 있지만, 무엇보다도 졸업 스페셜에서 3-D 학생들이 쿠미코에게 환호하는 모습을 보며 인자한 미소를 짓는 모습을 보여주면서 가히 참교육자 이사장으로 등극. 그리하여 쿠미코는 아카도우 고교에 말뚝을 박게 되지

## 출연진

### 주요 인물/제1시리즈 양쿠미 제자들(시로킨 학원 고등학교 3학년 D반)
- 사와타리고로(猿渡五郎) - 나마세 카츠히사
- 후지야마시즈카(藤山静香) - 이토 미사키 (1시리즈)
- 카와시마키쿠노(川嶋菊乃) - 나카자와 유코 (1시리즈)
- 시노하라토모야(篠原智也) - 사와무라 잇키 (1시리즈)
- 우치야마하루히코(内山春彦) - 오구리 슌
- 쿠마이테루오(熊井輝夫) - 와키 토모히로 (1~3시리즈,영화 전부 출연)
- 미나미요우이치(南陽一) - 이시가키 유마
- 노다다케시(野田猛) - 나리미야 히로키

### 임협 집단·오오에도 일가
- 사와다신의가족:야마구치쿠미코(山口久美子) - 나카마 유키에 -직업:고등학교교사/현직:사와다신의아내&현직:사와다신과결혼했음&남편의질투와사랑을받고있다&사랑하는사람/좋아하는사람/남편:사와다신
- 야마구치쿠미코의가족:사와다신(沢田慎) - 마츠모토 준 (아라시) -직업:대학생/현직:야마구치쿠미코의남편&현직:야마구치쿠미코와결혼했음&아내가다른남자이름부르면질투한다&사랑하는사람/좋아하는사람/아내:야마구치쿠미코
- 야마구치쿠미코의가족:쿠로다류이치로(黒田龍一郎) - 우츠이 겐
- 야마구치쿠미코의가족:와카마츠코조 (若松弘三) - 아난 켄지
- 야마구치쿠미코의가족:아사쿠라테츠 (朝倉てつ) - 카네코 켄
- 야마구치쿠미코의가족:다츠카와미노루 (達川ミノル) - 우치야마 신지
- 야마구치쿠미코의가족:스가와라마코토 (菅原誠) - 료우코쿠 히로시

### 제2시리즈 양쿠미 제자들(쿠로긴 학원 고등학교 3학년 D반)
- 오다기리류(小田切竜) - 카메나시 카즈야 (KAT-TUN)
- 야부키하야토(矢吹隼人) - 아카니시 진 (KAT-TUN)
- 츠지야히카루(土屋光) - 하야미 모코미치
- 다케다케이타(武田啓太) - 코이케 텟페이 (WaT)
- 휴우가코우스케(日向浩介) - 코이데 케이스케

### 제3시리즈 양쿠미 제자들(아카도우 학원 고등학교 3학년 D반)
- 오가타야마토(緒方大和) - 타카키 유야 (Hey! Say! JUMP)
- 카자마렌(風間廉) - 미우라 하루마
- 혼죠켄고(石黒英雄) - 이시구로 히데오
- 이치무라리키야(市村力哉) - 나카마 준타
- 쿠라키사토루(倉木悟) - 기리야마 아키토
- 카미야슌스케(神谷俊輔) - 미우라 쇼헤이

#### 아카도우 학원 고등학교 2학년 D반
다음 인물은 2009년 3월에 방송된 졸업 스페셜에서 등장.
- 다카스기레이타 (高杉怜太) - 타마모리 유타 (Kis-My-Ft2)
- 모치즈키준페이 (望月純平) - 카쿠 켄토
- 마츠시타나오야 (松下直也) - 이리에 진기
- 이가라시진 (五十嵐真) - 모리사키 윈
- 무토카즈키 (武藤一輝) - 오치아이 모토키